# Liste des maires d'Arezzo
Le maire d'Arezzo (italien : Sindaco di Arezzo) est une personnalité politique élue qui, avec le conseil municipal, est responsable auprès du gouvernement de la ville d'Arezzo, en Toscane, Italie. Le maire actuel est Alessandro Ghinelli (it). 

## Histoire
En 1865, le royaume d'Italie a créé la fonction de « maire d'Arezzo » (Sindaco di Arezzo), nommé par le roi. De 1892 à 1926, le maire a été élu par le conseil municipal. En 1926, la dictature fasciste a supprimé les maires et les conseils municipaux, les remplaçant par un Podestà autoritaire choisi par le Parti national fasciste. La fonction de maire a été rétablie en 1944 pendant l'occupation alliée,.

## Processus d'élection
Selon la Constitution italienne, le maire est membre du conseil communal (it).
Le maire d'Arezzo est élu par la population d'Arezzo, qui élit également les membres du conseil municipal, contrôlant les orientations politiques du maire et pouvant imposer sa démission par une motion de censure. Le maire est habilité à nommer les membres de son bureau.
Depuis 1995, le maire est élu directement par l'électorat d'Arezzo : lors des élections municipales en Italie dans les villes de plus de 15 000 habitants, les électeurs expriment un choix direct pour le maire ou un choix indirect en votant pour le parti de la coalition du candidat. Si aucun candidat n'obtient au moins 50 % des voix, les deux premiers candidats passent au second tour au bout de deux semaines. L'élection du conseil municipal est basée sur un choix direct pour le candidat avec un vote de préférence : le candidat avec la majorité des préférences est élu. Le nombre de sièges pour chaque parti est déterminé proportionnellement au nombre de voix obtenues lors du scrutin.

## Royaume d'Italie (1861-1946)

### Maire d'Arezzo (1865-1926)
| #   | Nom (Naissance–Mort)              | Période | Période | Parti politique | Parti politique         |
| --- | --------------------------------- | ------- | ------- | --------------- | ----------------------- |
| 1   | Pietro Mori (1820–1902)           | 1865    | 1870    |                 |                         |
| 2   | Adalindo Tanganelli (1819–1881)   | 1872    | 1874    |                 |                         |
| 3   | Angelo Mascagni (1840–1915)       | 1874    | 1877    |                 |                         |
| 4   | Angelo Guillichini (1825–1893)    | 1878    | 1879    |                 |                         |
| (2) | Adalindo Tanganelli (1819–1881)   | 1880    | 1881    |                 |                         |
| 5   | Ettore Nucci (1836–1886)          | 1882    | 1883    |                 |                         |
| (3) | Angelo Mascagni (1840–1915)       | 1885    | 1892    |                 |                         |
| 6   | Guglielmo Duranti (1864–1931)     | 1893    | 1900    |                 |                         |
| 7   | Antonio Guiducci (1849–1928)      | 1900    | 1909    |                 |                         |
| 8   | Pier Ludovico Occhini (1874–1941) | 1909    | 1909    |                 |                         |
| 9   | Ugo Mancini (1868–1951)           | 1911    | 1914    |                 |                         |
| 10  | Camillo Lelli (1849–1938)         | 1914    | 1919    |                 | Union libérale          |
| 11  | Carlo Nenci (1881–1956)           | 1920    | 1923    |                 | Union libérale          |
| 12  | Fiumicello Fiumicelli (1898–1962) | 1923    | 1924    |                 | Parti national fasciste |

### Potestat fasciste (1927-1943)
| # | Nom (Naissance–Mort)              | Période | Période | Parti politique | Parti politique         |
| - | --------------------------------- | ------- | ------- | --------------- | ----------------------- |
| 1 | Guido Guidotti Mori (1877–1961)   | 1927    | 1930    |                 | Parti national fasciste |
| 2 | Pier Ludovico Occhini (1874–1941) | 1930    | 1939    |                 | Parti national fasciste |
| 3 | Varrone Ducci (1898–1945)         | 1939    | 1943    |                 | Parti national fasciste |

### Maire nommé par leCLN(1944-1946)
| #  | Nom (Naissance–Mort)       | Période | Période | Parti politique | Parti politique |
| -- | -------------------------- | ------- | ------- | --------------- | --------------- |
| 13 | Antonio Curina (1898–1974) | 1944    | 1946    |                 | Parti d'action  |

## République italienne (1946-présent)

### Maire d'Arezzo (1946-présent)
| #    | Nom (Naissance–Mort)             | Période | Période  | Parti politique | Parti politique             |
| ---- | -------------------------------- | ------- | -------- | --------------- | --------------------------- |
| 14   | Enrico Grazi (1897–1953)         | 1946    | 1948     |                 | Parti socialiste italien    |
| 15   | Santi Galimberti (1892–1967)     | 1948    | 1951     |                 | Parti socialiste italien    |
| 16   | Ivo Barbini (1923–2001)          | 1951    | 1955     |                 | Parti socialiste italien    |
| 17   | Cornelio Vinay (1913–2009)       | 1957    | 1963     |                 | Parti socialiste italien    |
| 18   | Aldo Ducci (1923–1995)           | 1963    | 1966     |                 | Parti socialiste italien    |
| 19   | Renato Gnocchi (1921–1982)       | 1966    | 1970     |                 | Parti socialiste italien    |
| (18) | Aldo Ducci (1923–1995)           | 1970    | 1990     |                 | Parti socialiste italien    |
| 20   | Valdo Vannucci (né en 1947)      | 1990    | 1995     |                 | Parti socialiste italien    |
| 21   | Paolo Ricci (né en 1940)         | 1995    | 1999     |                 | Parti populaire italien     |
| 22   | Luigi Lucherini (né en 1930)     | 1999    | 2006     |                 | Forza Italia                |
| 23   | Giuseppe Fanfani (né en 1947)    | 2006    | 2014     |                 | Parti démocrate             |
| 24   | Alessandro Ghinelli (né en 1952) | 2015    | en cours |                 | Indépendant de centre droit |